# 巴克赫伊森陨击坑
巴克赫伊森陨击坑（Bakhuysen）是火星示巴湾区的一座撞击陨石坑，中心坐标位于南纬23.0度、东经15.7度，直径153公里，其名称取自荷兰天文学家亨德利库斯·赫拉尔杜斯·范·德桑德·巴库曾，1973年，被国际天文联合会行星系统命名工作组批准采用。

## 图集

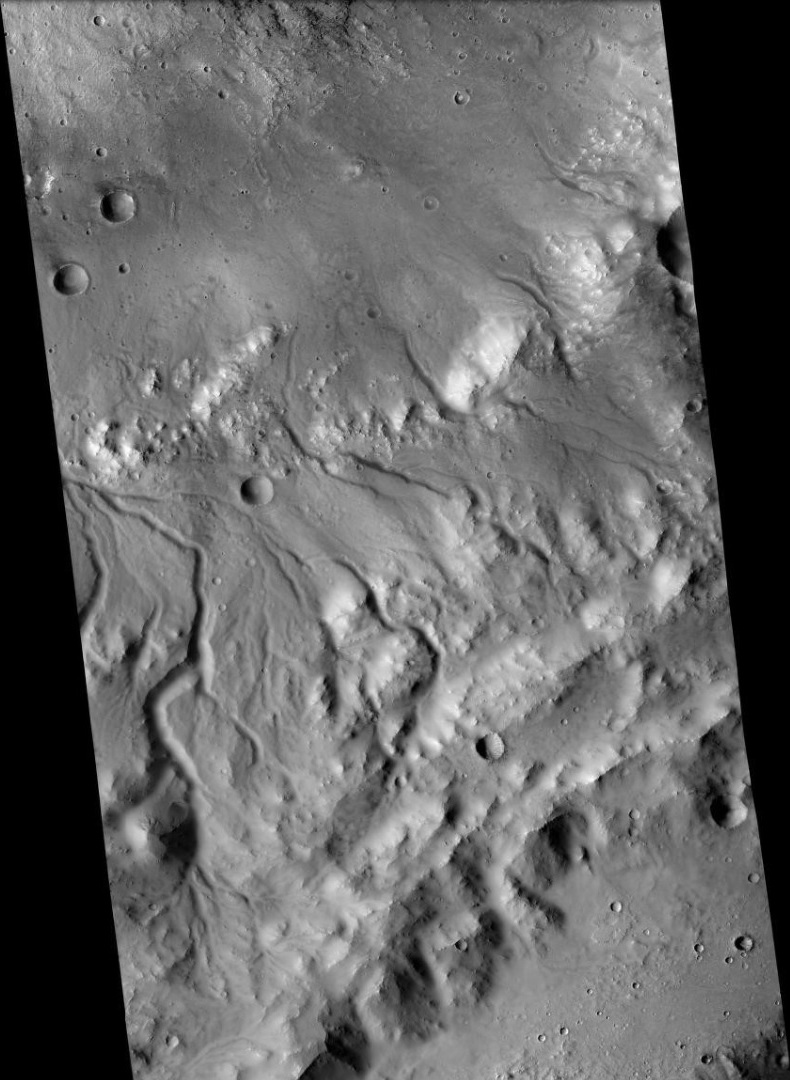
火星勘测轨道飞行器背景相机拍摄的巴克赫伊森陨击坑南侧边缘上的河道，注：这是上一幅巴克赫伊森陨击坑图像的放大版。
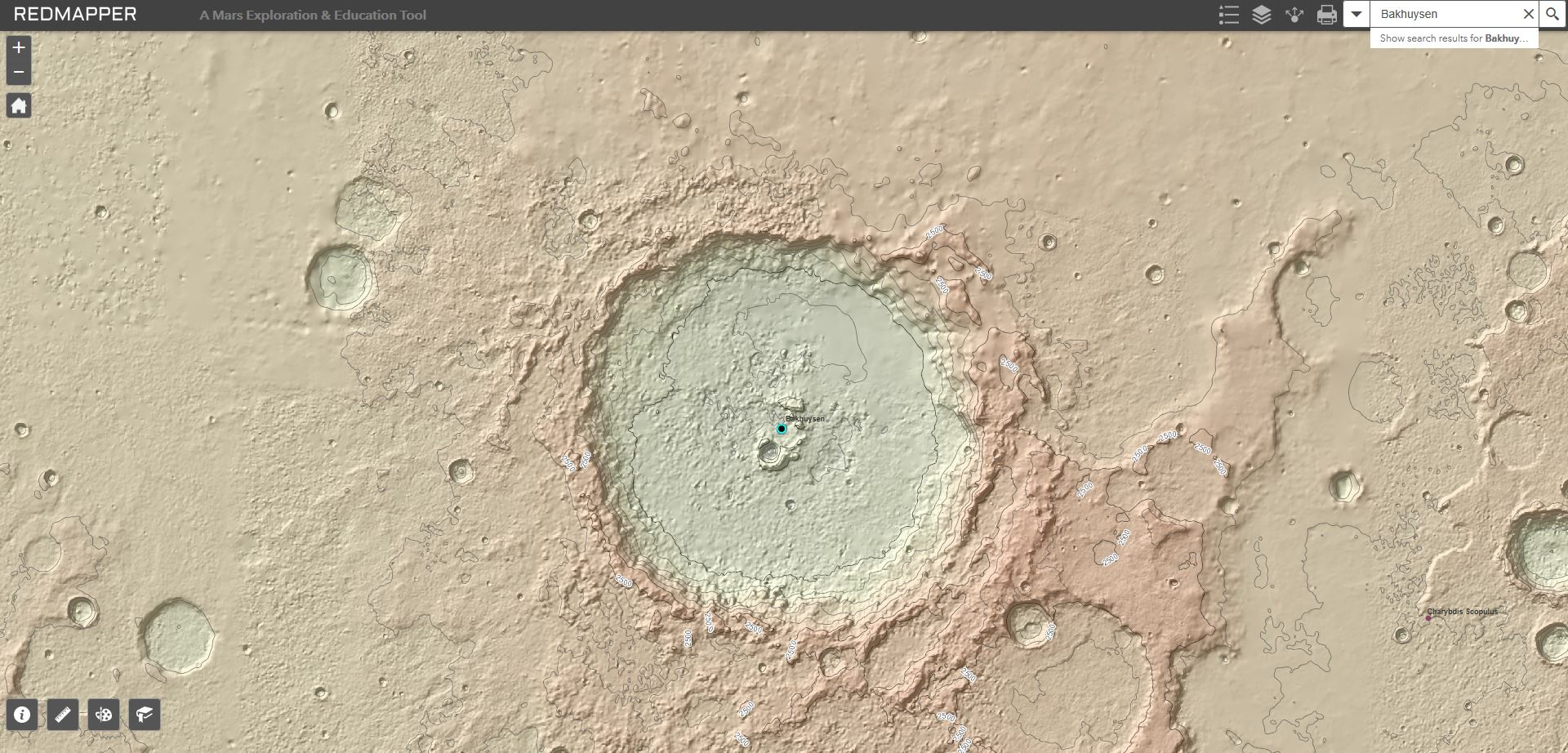
巴克赫伊森陨击坑几乎位于火星大地基准面上，底部抵达基准面以下1000米处，实际上是巴克赫伊森盆地内另一座未命名陨坑形成的点，而它最高的东南坑壁则位于基准面以上约3300米处。

## 另请查看
- 火星撞击坑